# Семёновка (Штефан-Водский район)
Семёновка (рум. Semionovca) — село в Штефан-Водском районе Молдавии. Относится к сёлам, не образующим коммуну.

## География
Село расположено на реке Копчак примерно в 11 км к западу от города Штефан-Водэ на высоте 82 метров над уровнем моря. Ближайшие населённые пункты — Брезоая, Алава, Фештелица и Ермоклия. В 5 км к юго-западу от села проходит молдавско-украинская граница. Протекает река Копчак.

## Население
По данным ревизских сказок 1835, 1850, 1858 годов в селе Семёновка проживали:
| Год    | 1835 | 1850 | 1859 |
| ------ | ---- | ---- | ---- |
| мужчин | 244  | 358  | 431  |
| женщин | 244  | 381  | 436  |
| Всего  | 488  | 739  | 867  |

По данным переписи населения 2004 года, в селе Семеновка проживает 844 человека (403 мужчины, 441 женщина).
Этнический состав села:
| Национальность | Число жителей | Процентный состав |
| -------------- | ------------- | ----------------- |
| русские        | 584           | 69.19             |
| молдаване      | 174           | 20.62             |
| украинцы       | 69            | 8.18              |
| болгары        | 5             | 0.59              |
| румыны         | 4             | 0.47              |
| гагаузы        | 2             | 0.24              |
| прочие         | 6             | 0.71              |
| Всего          | 844           | 100 %             |